# نورالدین رضوی سروستانی
نورالدین رضوی سروستانی (زادهٔ ۲۱ فروردین ۱۳۱۴ – درگذشتهٔ ۸ اردیبهشت ۱۳۷۹) خواننده و از مُدرسانِ آواز و موسیقی ایرانی، اهل ایران بود.

## زندگی
سید نورالدین رضوی سروستانی ۲۱ فروردین ۱۳۱۴ در سروستانِ استان فارس متولد شد. از سن ۲۰ سالگی یادگیری موسیقی را در شیراز نزد مشیر معظم افشار آغاز کرد. صدای او برای نخستین بار در سال ۱۳۳۷ از رادیو شیراز پخش شد.
در سال ۱۳۳۶ برای تکمیل آموخته‌های خود به تهران رفت و از محضر استادانی چون مرتضی محجوبی، احمد عبادی، رضا فروتن، سلیمان امیرقاسمی، علی اکبر شهنازی، اصغر بهاری و نورعلی خان برومند بهره‌های فراوان برد. وی برای گسترش و شناساندن موسیقی اصیل ایرانی و شیوه صحیح آواز، از سال ۱۳۵۲ با همکاری گروه‌های موسیقی شیدا، سماعی، درویش، مولوی، پرویز مشکاتیان، فرامرز پایور، حسین علیزاده کنسرت‌های بسیاری در ایران و خارج از ایران اجرا کرد. در آبان ۱۳۵۵ دکترای افتخاری موسیقی توسط بودوئن پادشاه بلژیک به وی اعطا گردید.
رضوی سروستانی از اوایل انقلاب ۱۳۵۷، تا پایان دههٔ ۱۳۶۰، در شیراز به تربیت شاگردان مشغول بود. پس از آن به تهران رفت و ضمن تدریس آواز، با برخی از مراکز هنری، از جمله مرکز موسیقی وزارت ارشاد به عنوان مشاور، کارشناس و داور جشنواره‌های هنری همکاری کرد. او در سال ۱۳۷۸، همزمان با تأسیس خانه موسیقی ایران، به عنوان یکی از اعضای هیئت مؤسس و عضو هیئت مدیرهٔ دوره اول، انتخاب شد. از جمله شاگردان او می‌توان به علیرضا فریدون پور، معصومه مهرعلی، صدیق تعریف، علیرضا قربانی، حسین علیشاپور، پوریا اخواص،محمدفرزین ذوالقدر ابوالحسن مختاباد، حسین گل زرد ؛علیرضا وکیلی‌منش، مهدی کلاهدوز، علی مرادی و … اشاره کرد.

## آثار
نورالدین رضوی سروستانی در مدت بیش از چهل سال فعالیت هنری خود، ده‌ها تصنیف از خود به جای گذاشت. برخی از تصنیف‌های قدیمی موسیقی ایرانی، از جمله تصنیف‌های عارف و شیدا، با صدای رضوی سروستانی، از جمله شناخته‌شده‌ترین آثار او به‌شمار می‌روند که از آن جمله می‌توان، تصنیف‌های: بیا تازه نگار من، در به سماع آمده‌است و سلسله موی دوست را نام برد.
از جمله آلبوم‌های موسیقی رضوی سروستانی، می‌توان به موارد زیر اشاره کرد:
- رنگ فرح، با نوازندگی داریوش طلایی و داوودگنجه‌ای، مؤسسه فرهنگی هنری ماهور[۵]
- سروستان، با آهنگسازی محمدجلیل عندلیبی، انتشارات سروش[۶]
- نوای غربت، با آهنگسازی ملیحه سعیدی[۷]
- با من صنما، (به همراه پریسا)[۸]
- نسیم سحر[۹]
- صنم گریزپا[۱۰]
- ردیف آوازی دورهٔ عالی نورالدین رضوی سروستانی، همراه با نوازندگی تار داریوش طلایی[۱۱][۱۲]

## اجرا
اجرای نورالدین رضوی سروستانی در سعدیه شیراز به مناسبت یادروز سعدی سال ۱۳۷۶، در یوتوب مرکز سعدی شناسی می باشد.

## بزرگداشت
در اردیبهشت ۱۳۹۱، در مراسم بزرگداشت نورالدین رضوی سروستانی، از تندیس و تمبر یادبود او، با حضور حسین علیزاده، در تالار حافظ شیراز رونمایی شد.

## درگذشت
نورالدین رضوی سروستانی، پنجشنبه ۸ اردیبهشت ۱۳۷۹، در سن ۶۴ سالگی در شیراز درگذشت. پیکر او ۱۰ اردیبهشت ۱۳۷۹ در حافظیه شیراز به خاک سپرده شد.